# 0872
0872 è il prefisso telefonico del distretto di Lanciano, appartenente al compartimento di Pescara.
Il distretto comprende la parte centrale della provincia di Chieti. Confina con i distretti di Vasto (0873) a est, di Isernia (0865) a sud, di Sulmona (0864), di Pescara (085) e di Chieti (0871) a ovest.

## Aree locali e comuni
Il distretto di Lanciano comprende 48 comuni suddivisi nelle 2 aree locali di Atessa e Lanciano (ex settori di Casoli, Lama dei Peligni, Lanciano, Torricella Peligna e Villa Santa Maria).
I comuni compresi nel distretto sono: Altino, Archi, Atessa, Bomba, Borrello, Carpineto Sinello, Casalanguida, Casoli, Castel Frentano, Civitaluparella, Civitella Messer Raimondo, Colledimacine, Colledimezzo, Fallo, Fara San Martino, Fossacesia, Frisa, Gamberale, Gessopalena, Guilmi, Lama dei Peligni, Lanciano, Lettopalena, Montazzoli, Montebello sul Sangro, Monteferrante, Montelapiano, Montenerodomo, Mozzagrogna, Paglieta, Palena, Pennadomo, Perano, Pietraferrazzana, Pizzoferrato, Quadri, Rocca San Giovanni, Roccascalegna, Roio del Sangro, Rosello, San Vito Chietino, Santa Maria Imbaro, Sant'Eusanio del Sangro, Taranta Peligna, Tornareccio, Torricella Peligna, Treglio e Villa Santa Maria.